# Diversidade de ecossistema
A diversidade de ecossistemas lida com as variações nos ecossistemas em uma localização geográfica e seu impacto geral na existência humana e no meio ambiente. A diversidade de ecossistemas é um tipo de biodiversidade. É a variação nos ecossistemas encontrados em uma região ou a variação nos ecossistemas em todo o planeta.  Não é a diversidade de espécies dentro de um ecossistema, mas sim a variedade de diferentes ecossistemas dentro de uma área.
A biodiversidade é importante porque limpa a água, altera o clima e fornece alimentos. A diversidade ecológica inclui a variação nos ecossistemas terrestres e aquáticos. A diversidade ecológica também pode levar em consideração a variação na complexidade de uma comunidade biológica, incluindo o número de diferentes nichos, o número de níveis tróficos e outros processos ecológicos. A diversidade ecológica é a maior escala de biodiversidade e, dentro de cada ecossistema, existe uma grande quantidade de espécies e diversidade genética.
Apesar de décadas vasculhando alguns dos lugares mais familiares e remotos da Terra, os cientistas da biodiversidade estimam que mais de 90% das espécies da natureza permanecem desconhecidas. Cada espécie recém-descoberta serve como um lembrete do papel crítico na melhor compreensão e preservação da diversidade de ecossistemas.

## Impacto
A diversidade no ecossistema é significativa para a existência humana por várias razões. A diversidade de ecossistemas aumenta a disponibilidade de oxigênio através do processo de fotossíntese entre organismos vegetais domiciliados no habitat.

## Exemplos
Alguns exemplos de ecossistemas ricos em diversidade são:
- Desertos
- Florestas
- Grandes ecossistemas marinhos
- Ecossistemas marinhos
- Florestas de crescimento antigo
- Florestas tropicais
- Tundra
- Recifes de coral
- Marinho